# Збунь Олексій Олександрович
Олексій Олександрович Збунь (9 червня 1997, Соболівка, Житомирська область) — український футболіст, нападник.

## Біографія
В турнірах ДЮФЛ України виступав за броварський «БВУФК» (37 ігор, 15 голів), двічі ставав найкращим бомбардиром команди в сезоні. В 2015—2016 роках грав у чемпіонаті Черкаської області за «Шполатехагро» зі Шполи.
З 2015 року — гравець «Зірки», проте в чемпіонському для клубу сезоні у Першій лізі України 2015/16 жодного матчу не провів. Після виходу команди в Прем'єр-лігу виступав переважно в молодіжній першості. Дебютував за основний склад 1 квітня 2017 року на 70-й хвилині виїзного матчу проти «Дніпра», замінивши Романа Попова.

### Збірна
У червні 2017 року викликаний Олександром Головком у молодіжну збірну України, на матчі турніру пам'яті Валерія Лобановського. Дебютував за команду 6 червня 2017 року в матчі півфіналу проти ровесників з Чорногорії, перед другим таймом вийшовши на заміну замість Мар'яна Шведа.